# جیمی آرگو
جیمی آرگو (انگلیسی: Jimmy Argue؛ ۲۶ نوامبر ۱۹۱۱ – ۱۹۷۸ (۶۶−۶۷ سال)) یک بازیکن فوتبال بود. 
وی سابقه بازی در تیم‌های بیرمنگام سیتی، چلسی و شروزبری تاون را در کارنامه دارد.